# Joseph Chabran
Joseph Chabran, né le 21 juin 1763 à Cavaillon dans le Vaucluse et mort le 28 janvier 1843 à Avignon, dans le même département, est un général français de la Révolution et du Premier Empire.

## Biographie

### De 1763 à 1790
Il est professeur de mathématiques chez les Prêtres de la doctrine chrétienne et habite Draguignan à plusieurs reprises. À une date indéterminée, il épouse une habitante de Draguignan, Louise Colla, fille d'Antoine Colla, médecin et lieutenant particulier de sénéchaussée. Louise Colla habitait 41 rue de l'observance à Draguignan.[réf. souhaitée]

### Armée d'Italie
Il embrasse avec chaleur la cause de la liberté et entre dans la carrière des armes au moment où les puissances coalisées menacent de franchir les frontières françaises. Élu capitaine au 5e bataillon de volontaires des Bouches-du-Rhône le 4 août 1792 à l'âge de 29 ans,, il fait en cette qualité sa première campagne à l'armée d'Italie. En mai 1793, il obtient le grade de capitaine-adjoint provisoire à l'état-major de cette armée, combat avec distinction à l'affaire de Pérus, à celle de Lignières, et devient chef de bataillon adjudant-général provisoire le 8 ventôse an II, puis adjudant-général chef de brigade le 27 prairial an III. Chabran se signale surtout au passage du pont de Lodi le 22 floréal suivant. Il est, avec les généraux Masséna, Dallemagne, et le chef de bataillon Dupas, un des officiers de l'armée française qui décident du succès de cette journée.
Après avoir donné de fréquentes preuves de valeur à la bataille de Lonato, à la prise de Corona, au combat de Montebaldo, il mérite d'être cité honorablement dans les rapports du général en chef pour sa brillante conduite à Roveredo. Élevé au grade de général de brigade provisoire à la suite de cette affaire le 18 fructidor an IV, il combat ensuite vaillamment à la prise de Bassano. Le 26 ventôse an V, il se distingue de nouveau au passage du Tagliamento, et y soutient, avec deux bataillons de grenadiers, les mouvements du corps de cavalerie commandé par Murat. Le gouvernement confirme sa nomination provisoire au grade de général de brigade le 4 prairial suivant. Lors de l'insurrection de Vérone, le général Chabran se porte rapidement sur cette ville, s'en empare de vive force, fait un exemple sévère du chef de l'insurrection, mais il se montre aussi modéré que généreux envers les habitants, que les lois de la guerre livraient à sa discrétion. L'habileté dont il fait preuve en cette circonstance difficile détermine le gouvernement à lui confier une mission plus épineuse encore.

### Armée d'Helvétie
Le 26 vendémiaire an VI, il est chargé de réprimer les désordres qui éclatent dans le département des Bouches-du-Rhône, ainsi que dans celui des Alpes. Il parvient à calmer les passions auxquelles ces malheureuses contrées sont en proie, en alliant la fermeté aux moyens de conciliation. Le gouvernement lui décerne un sabre d'honneur sur la lame duquel étaient gravés ces mots : « À l'adjudant-général Chabran, avec le brevet de général de brigade, pour les batailles de Lodi, Lonato, Roveredo et Trente le 10 vendémiaire an VI ». En l'an VII, il a ordre de se rendre à l'armée d'Helvétie, sous les ordres de Masséna, concourt le 7 ventôse au passage du Rhin, se porte sur l'ennemi qui se retire dans la direction de Coire, culbute d'abord ses colonnes à la baïonnette, et secondé par la charge brillante que fait le 7e régiment de hussards, achève ensuite de mettre les Autrichiens dans une déroute complète. Il prend le général Auffenberg qui les commande, 3 000 prisonniers, 3 drapeaux, 16 pièces de canon, un grand nombre de caissons, les magasins considérables de farine et de fourrages sont les trophées de cette journée, dans laquelle le général Chabran fait des prodiges de valeur.
Le 12 floréal suivant il engage une action qui n'est pas moins heureuse. Il occupe la position de Luzisteig, lorsque 2 000 Autrichiens, qui ont débouché par Fläsch cherchent à tourner cette position. Chabran les laisse s'engager dans ces lieux difficiles, puis se mettant à la tête d'un bataillon de la 409e demi-brigade d'infanterie de ligne, il attaque impétueusement cette colonne, la force à mettre bas les armes, et fait 1 300 prisonniers.
Promu le 5 messidor au grade de général de division, il est chargé quelques mois plus tard, de favoriser l'attaque générale entreprise par la droite de l'armée française sur la gauche de l'archiduc Charles. Cette attaque a pour objet de s'emparer du massif du Saint-Gothard et de forcer les Autrichiens d'évacuer les cantons de Schweitz et d'Uri. Le 27 thermidor, Chabran franchit la Sihl, surprend, repousse les postes avancés sur la rive occidentale du lac de Zurich, s'empare des hauteurs de Richterswil et d'Hirzel, puis bat et détruit presque en entier une forte colonne ennemie qui garde la position entre Lachen et Einsiedeln. Ces opérations favorisent les attaques du général Lecourbe sur tout le cours de la Reuss depuis Altdorf jusqu'au Saint-Gothard. Mais les Autrichiens occupent encore le camp retranché qu'ils ont établi à Wohand (?). Chabran l'attaque, l'emporte à la baïonnette, et y est grièvement blessé. C'est dans cette journée que le prince Charles, général en chef de l'armée autrichienne, dit en parlant du général Chabran à ses officiers : « ce général se mire dans ses grenadiers ». En effet, Chabran s'enorgueillissait de la bonne tenue de ses troupes.

### Seconde campagne d'Italie
À l'époque de la formation de l'armée de réserve destinée à se porter en Italie, le premier Consul lui confie le commandement de la 5e division, composée de 4 à 5 000 hommes. Il pénètre dans la vallée d'Aoste par le petit Saint-Bernard. Arrivé devant le château du Bard, on le charge du soin de faire le siège de cette place. Il fait monter dans le clocher d'une église des pièces de canon qui battent violemment l'enceinte du fort et déterminent le commandant à capituler. C'est ainsi qu'est assurée la libre communication de l'armée avec la France. Le général Chabran marche aussitôt sur Ivrée, puis sur la rive gauche du Pô, et opère une diversion qui contribue puissamment au succès de la bataille de Marengo, gagnée par les Français le 20 prairial an VIII.
Après la paix de Lunéville, il obtient le commandement du Piémont, et se fait remarquer dans ce nouveau poste par toutes les qualités qui distinguent l'habile administrateur. Il rétablit la tranquillité, fait renaître la confiance dans les esprits, protège la sûreté des routes, et empêche qu'aucun abus, aucun acte arbitraire, ne provoquât de nouvelles révoltes. Appelé, au commencement de l'an XII, à la présidence du collège électoral du département de Vaucluse, il est nommé membre et commandeur de la Légion d'honneur les 19 frimaire et 25 prairial de la même année.

### Campagne en France et en Espagne
Une nouvelle coalition des puissances du Nord s'étant formée contre la France, Napoléon Ier, prêt à soutenir une guerre dont les résultats devaient être décisifs pour le pays, confie au général Chabran le soin de surveiller les mouvements des Anglais, et le charge de pourvoir à la défense des côtes de l'Océan et des îles qui en dépendent depuis Nantes jusqu'à la Gironde. Lorsqu'il s'est acquitté de cette importante mission, l'Empereur lui donne le commandement du camp qu'il a établi à Saintes, puis en 1808, celui de la 10e division militaire. La sagesse et la modération avec laquelle il exerce ses nouvelles fonctions, le font vivement regretter des habitants de Toulon, à l'époque où il est obligé de les quitter pour se rendre à l'armée de Catalogne en 1808.
Chabran entre dans cette province à la tête de cette division, et reçoit l'ordre de réprimer l'insurrection qui a éclaté à Tarragone, il sort de cette ville où il est parvenu à rétablir la tranquillité, lorsqu'il trouve au village de l'Arboç une foule d'insurgés qu'il attaque et met en déroute. Il rencontre de nouveau les ennemis, au nombre de 20 000, à la bataille de Molins de Rei, sur le Llobregat. Quoiqu'il n'a que 4 000 hommes à leur opposer, il marche aussitôt contre eux, les culbute et les met en déroute. Nommé peu de temps après gouverneur de Barcelone, le général Chabran se concilie l'affection des habitants de cette ville par une conduite pleine à la fois de sagesse et de fermeté, de courage et de modération. Aussi, à l'époque où il se dispose à rentrer en France, le conseil municipal de Barcelone lui vote-t-il une lettre de remerciement.

### Allégeance aux Bourbons
Le général Chabran reçoit sa retraite après le rétablissement des Bourbons et est fait chevalier de Saint-Louis le 19 juin 1814, avant d'obtenir le titre de comte le 23 décembre suivant. Retiré depuis cette époque à Avignon, dans le département de Vaucluse (il a alors 52 ans), il y vit honoré et estimé. Nommé maire de Cavaillon, il meurt à l'âge de 79 ans le 28 janvier 1843 à Avignon.

## Hommages et distinctions
- Son nom est gravé sur l'arc de triomphe de l'Étoile, côté Sud.
- Il est enterré au cimetière Saint-Véran d'Avignon.
- Un quartier de la ville de Draguignan porte son nom. En effet, la ville a compté deux casernes dans son histoire : d'une part la caserne Abel Douay, située en plein centre-ville ; d'autre part la caserne Chabran. De 2005 à 2010, d'importants travaux de rénovation et de réhabilitation ont transformé cette dernière caserne en locaux d'habitation de standing vendus « à la découpe » à des particuliers.
- À Avignon la préfecture du Vaucluse , est une ancienne caserne militaire porte le nom préfecture Chabran